# Crassula deltoidea
Crassula deltoidea (лат.) – вид суккулентных растений рода Толстянка (Crassula) семейства Толстянковые (Crassulaceae), естественно произрастающий на территории Намибии и Капской провинции Южно-Африканской Республики.
Crassula deltoidea развивается относительно медленно в сравнении с другими видами толстянок, требуя нескольких лет для достижения крупного размера и цветения. В естественных условиях предполагается, что эти растения могут прожить до 5-7 лет, а возможно, и дольше. В ухоженных условиях они могут сохраняться довольно долго.

## Название
Родовое латинское название Crassula происходит от латинского слова crassus, — «толстый», в основном из-за присутствия у растений этого рода сочных листьев.

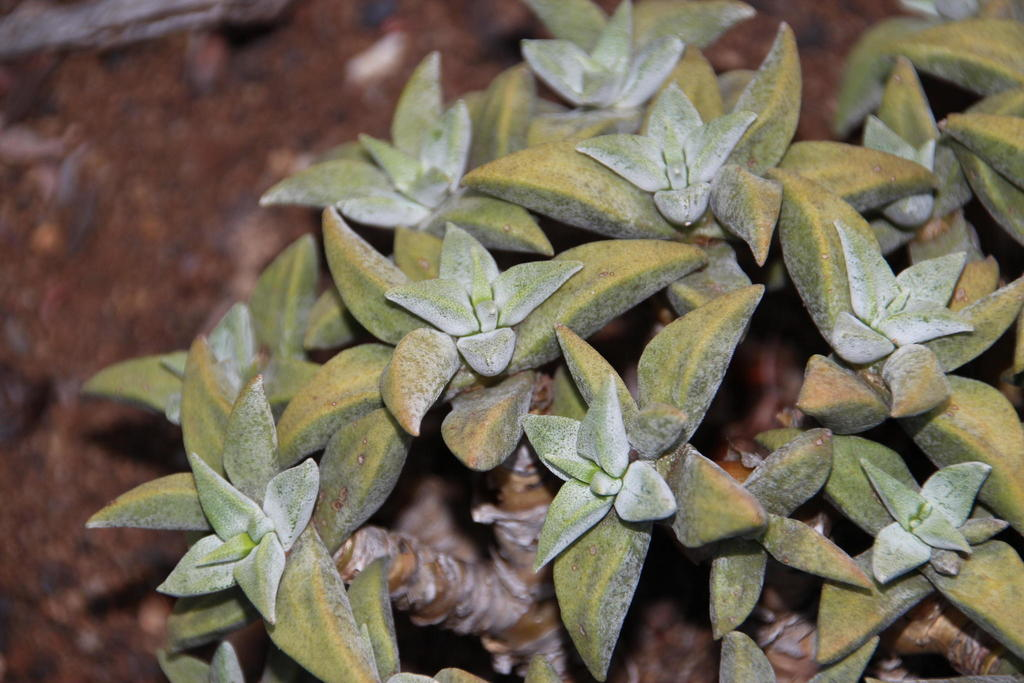
Дельтовидные листья

Видовой эпитет deltoidea происходит от греческой буквы Δ (дельта), четвертой буквы греческого алфавита, которая имеет форму равностороннего треугольника. Это обусловлено формой листа, напоминающей дельту, если рассматривать его сверху.

## Ботаническое описание
Многолетнее растение с прямостоячими или раскидистыми ветвями, редко достигающими более 80 мм в длину. Ветви мясистые и превращаются в толстый стержневой корень, более или менее разветвленный, с наличием старых листьев, которые впоследствии опадают. Листья имеют разнообразные формы — от узких до широкоромбических или обратноланцетных, размерами 10-15(-20) x 4-10(-15) мм. Они могут быть как тупыми, так и острыми, клиновидными, плоскими или вогнутыми сверху и сильно выпуклыми снизу (часто с килеватым профилем), часто покрыты серым отслаивающимся слоем воска, имеющим серо-зеленый или почти серый оттенок.
Цветки собраны в округлые соцветия с одним или несколькими дихазиями, и их цветонос не превышает 10 мм в длину. Чашечные доли широкотреугольные, длиной 0,5-2 мм, тупые, голые, мясистые, окрашены в серо-зеленый цвет. Венчик крючковидный, обычно выпуклый вокруг чешуек, сросшийся у основания на 0,3-0,4 мм, окрашен в кремовый цвет, иногда белый; лопасти имеют форму от продолговато-эллиптической до ланцетной, длиной 3,5-5 мм, часто с закругленной вершиной и отсутствием дорсального придатка, но иногда ребристые, вершины почти не загнуты назад. Тычинки с черными пыльниками. Чешуйки поперечно-продолговатые, практически квадратные, размерами 0,4-0,6х0,5-0,8 мм, усеченные, слегка суженные книзу, несколько мясистые, окрашены в желтый цвет.

## Распространение и экология
Crassula deltoidea является одним из наиболее приспособленных к засухе представителей своего рода и часто растет в отдельности на открытых сухих гравийных равнинах, сливаясь с окружающими камнями. Его естественное распространение охватывает южные части Намибии, Бушменленд, Танкуа-Кару и южные части Великого Кару до Принца Альберта на востоке.
Форма и размер листьев заметно варьируют в зависимости от местности; обычно они становятся длиннее и крупнее к северу, в то время как на юго-востоке они приобретают более широкую форму.
Информации о опылении этого вида немного, но бледно-кремовые цветы и сладкий аромат указывают на то, что, вероятно, он опыляется мотыльками в ночное время.

## Таксономия
Crassula deltoidea Thunb., первое упоминание в Nova Acta Phys.-Med. Acad. Caes. Leop.-Carol. Nat. Cur. 6: 329 (1778).

### Синонимы
Гомотипные (основанные на одном и том же номенклатурном типе):
- Creusa deltoidea (Thunb.) P.V.Heath (1993)

Гетеротипные (основанные на разных номенклатурных типах):
- Crassula rhomboidea N.E.Br. (1886)